# شرکت توسعه صنایع هوافضا
شرکت توسعه صنایع هوافضا (انگلیسی: Aerospace Industrial Development Corporation) شرکت صنایع هوافضایی تایوانی است، که در سال ۱۹۶۹ تأسیس شد.